# Jean-Luc Barbier
Jean-Luc Barbier (* 1951) ist ein Schweizer Jazzmusiker (Altsaxophon, Flöte, Piano, Komposition).

## Leben und Wirken
Barbier erhielt ab 1958 Saxophonunterricht durch René Barbier, Solist der Harmonie Nautique de Genève, mit dem er auch schon früh Konzerte mit dem Orchestre de la Suisse Romande besuchte. Ab 1960 war er Mitglied der Genfer Kadetten und wurde am Saxophon durch Herrn Zahler unterrichtet. 1968 wurde er Mitglied des Saxophonquartetts der Cadets de Genève. 1969 nahm er am Jazz Festival Zürich mit Louis Vaney's Big Band teil. Von 1968 bis 1971 studierte er am Conservatoire populaire de Genève Klavier und Flöte. Weiterhin erhielt er  Kompositionsunterricht bei Luc Hoffmann, Klarinettist und Arrangeur des Jazzorchesters des Radio Suisse Romande (RSR). Während des Studiums gründete er das Ensemble Contrechamps, das Neue Musik interpretiere.
Von 1972 bis 1974 besuchte er die Swiss Jazz School in Bern. Anschliessend studierte er bei den Genfer Pianisten und Komponisten François Mozer und Michel Bastet. Auch absolvierte er Workshops und Meisterkurse bei Clifford Thornton, Ancher Grøn, Pierre-Yves Artaud und Enrico Rava.
1971 gründete Barbier sein erstes Jazz-Trio, das Trio Gentofte. 1972 war er Mitbegründer der Association pour l'encouragement de la musique improvisée in Genf. Zwischen 1973 und 1975 war er Saxophonist der Jazz-Rock-Band Le Cornet à Dés. 1975 nahm er mit einem mit dem Pianisten François Lindemann gegründeten Quartett am Montreux Jazz Festival teil; das Jean-Luc Barbier - François Lindemann Quartet veröffentlichte das Album CM4, dem 1977 ein weiteres Album folgte. Daneben unterhielt er ein Quartett mit dem Gitarristen George Barcos.
Barbier präsentierte von 1976 bis 1978 die wöchentliche Sendung Jazz d’aujourd’hui im Schweizer Radio. 1978 und 1979 entwickelte er eine Saxophontechnik, um Vierteltöne zu spielen; dabei entstanden Griffe für drei vollständige Oktaven. 1983 komponierte der Genfer Komponist Jean-René Baumgartner speziell für ihn ein Werk für Solo-Saxophon (Aldébaran - Grand lancy).
1982 gründete Barbier ein neues Jazzquartett mit dem Pianisten Christoph Baumann, Hämi Hämmerli und Guido Parini (Schlagzeug), das in Frankreich, der Schweiz und Spanien auftrat, die Alben Donostia und Dans la Ville Blanche veröffentlichte und bis 1986 bestand. 1982 spielte er in Deutschland mit dem Grubenklang Orchester um Georg Gräwe und mit der Gruppe des Pianisten John Fischer, der im Folgejahr in New York Barbiers Album Tokonoma für Saxophonsolo produzierte.
Weiterhin tourte Barbier mit der Band von Nenê und war an der Produktion des Albums Talisman (1984) zu Ehren des Komponisten François Mozer mit Michel Perez, Daniel Goyone, Michel Benita und Daniel Humair beteiligt. 1986 spielte er beim Jazz Yatra Festival in Bombay mit seinem Quartett, zu dem Daniel Goyone gehörte.
Seit 1975 schrieb Barbier Film- und Ballettmusiken, so für den Film Marches von Christiane Kolla und für Alain Tanners In der weißen Stadt und gemeinsam mit François Lindemann für die Ballett-Truppe von Viveka Nielsen. 1975 organisierte er das erste Festival Jazz-Théâtre et Cinéma in Meinier (Genf) mit Hilfe von François Roulet, Gründer des Centre d'Animation Cinématographique (CAC) und der Cinémathèque d’Alger. Im Folgejahr war er Mitbegründer des Festival de la Bâtie, das mehrere künstlerische Aktivitäten vereint und bis heute besteht.